# Antonio Masini (musicista)
Antonio Masini (Firenze, ca. 1639 – Roma, 20 settembre 1678) è stato un compositore italiano.

## Biografia
Antonio Masini nacque a Firenze nel 1639 ca. Nulla è noto sulla sua formazione. Nel 1663 era al servizio del cardinale Girolamo Buonvisi, vescovo di Lucca. In questa città collaborò alla composizione della cantata Il giuditio delle stagioni, eseguita nel collegio di S. Maria Cortelandini nel giorno dell'Annunciazione (25 marzo) del 1663, su testo di Bartolomeo Beverini, di cui scrisse la quarta parte (le prime tre furono composte da Marco Bigongiari). 

Masini fu poi a Ferrara al seguito del cardinale Buonvisi, quando questi, nel 1664, venne nominato legato pontificio della città. A Ferrara, nel 1666, presso il teatro Bonacossi a S. Stefano, venne rappresentata la sua opera L’Eumene, su libretto di Almerico Passarelli.

Si trasferì a Roma probabilmente dopo il 1667, al termine della legazione ferrarese del cardinale Buonvisi. Qui, nel 1671, sottoscrisse un contratto per insegnare musica per sei anni al giovane Paolo Nannini di Viterbo, che avrebbe poi dovuto far castrare per mantenergli la voce di soprano. In quell'anno e di nuovo nel 1674 e nel 1677, compose un oratorio latino da eseguirsi nei venerdì di quaresima al Ss. Crocifisso di S. Marcello.

In occasione della quaresima del 1674 diresse alcuni oratori, probabilmente da lui stesso composti, per la confraternita dei Marchigiani in S. Salvatore in Lauro. Il 1º maggio di quell'anno fu nominato maestro della cappella Giulia nella basilica di S. Pietro, carica che avrebbe mantenuto fino alla morte.

Nella quaresima del 1675 ben otto suoi oratori furono eseguiti in un ciclo di quattordici promosso dalla confraternita della Pietà in S. Giovanni dei Fiorentini a Roma.

Fu «virtuoso di camera» della regina Cristina di Svezia, ma ebbe rapporti anche con il cardinale Benedetto Pamphilj, di cui mise in musica i versi della cantata Achille in Sciro.

Prima dell'agosto 1678 compose l'opera Il Narciso, forse rappresentata a Roma durante il carnevale di quell'anno.

Morì a Roma il 20 settembre 1678.

## Composizioni

### Opere
- L'Eumene (libretto Almerico Passarelli; Ferrara, Teatro Bonacossi a S. Stefano, 1666; perduta)
- Il Narciso (perduta)

### Oratori
- La sommersione di Faraone (libretto B. Nencini; oratorio di S. Giovanni dei Fiorentini, 1675)
- La morte di Saul (libretto B. Nencini; oratorio di S. Giovanni dei Fiorentini, 1675) (partitura: Napoli, Archivio dei Girolamini)
- Tobia (libretto G.F. Apolloni; oratorio di S. Giovanni dei Fiorentini, 1675)
- Jefte libretto G.F. Apolloni; oratorio di S. Giovanni dei Fiorentini, 1675)
- Il sacrifitio d’Abram libretto G.F. Apolloni; oratorio di S. Giovanni dei Fiorentini, 1675)
- S. Eustachio (libretto P. Gaddi; oratorio di S. Giovanni dei Fiorentini, 1675)
- S. Dorotea (libretto A. Crescenzi; oratorio di S. Giovanni dei Fiorentini, 1675)
- Lo sposalitio di Salomone (libretto U. Rocci; oratorio di S. Giovanni dei Fiorentini, 1675)
- David persequutus et exaltatus (Libretto F.M. Appiani; Ss. Crocifisso di S. Marcello, 1677)

### Cantate a più voci con strumenti
- Il giuditio delle stagioni concerto musicale rappresentato nella solennità della Ss.ma Annuntiata, celebrata dalle scuole di S. Maria Cortelandini (testo Bartolomeo Beverini; Lucca, 1663), in collaborazione con Marco Bigongiari (perduta).
- Achille in Sciro, a 5 voci e strumenti (testo Benedetto Pamphilj) (partitura: Roma, Biblioteca Casanatense)

### Cantate a una e due voci
- In grembo al mio dolore, a 2 soprani e basso continuo
- Sacro allor tu che l’offese sprezzi ognor, per soprano e basso continuo
- Parto è ver ma su la sponda, per soprano e basso continuo
- Gran tiranna de’ cori amanti è la beltà, per basso e basso continuo
- Posso parlar più chiaro, per soprano e basso continuo
- Filli non sa durar cosa che piace, per soprano e basso continuo
- Io vorrei vedere un giorno, per soprano e basso continuo
- Speranza bugiarda, per soprano e basso continuo

### Musica sacra
- Eripe me Domine a 8 concertato, mottetto a 8 voci in 2 cori